# Espace Faïence de Malicorne
L'Espace faïence de Malicorne s'appelle désormais musée de la faïence et de la céramique de Malicorne.
Le musée de la faïence et de la céramique est un musée consacré à la faïence et situé à Malicorne-sur-Sarthe, dans le département français de la Sarthe. Installé sur un ancien site de production de faïence de Malicorne, il bénéficie du label Musée de France depuis 2009.